# Ferrari Roma
Ferrari Roma (Type F169) — спортивный автомобиль итальянской фирмы Ferrari, выпускаемый с 2020 года. В иерархии расположен между Portofino и F8 Tributo. Название Roma автомобиль получил в честь Рима — столицы Италии.

## Описание
Ferrari Roma впервые был представлен 13 ноября 2019 года. 14 ноября 2019 года автомобиль был передан в Рим.
Производство автомобиля началось в декабре 2020 года, а продажи начались в 2021 году. С марта 2023 года в модельный ряд входит кабриолет Roma Spider.
За дизайн автомобиль получил премию Red Dot.

## Технические характеристики
Автомобиль Ferrari Roma приводится в движение восьмицилиндровым двигателем Ferrari F154 объёмом 3,9 л (3855 см3) с турбонаддувом мощностью 456 кВт (620 л. с.) при 5750—7500 об/мин и крутящим моментом 761 Н⋅м при 3000—5750 об/мин. Двигатель сочетается в паре с восьмиступенчатой трансмиссией с двойным сцеплением. Заявленная максимальная скорость 320 км/ч.

## Галерея
- Вид сзади
- Дизайн
- Ferrari F154
- Ferrari Roma Performance
- Дизайн кузова